# Heliophanus vittatus
Heliophanus vittatus är en spindelart som beskrevs av Denis 1958. Heliophanus vittatus ingår i släktet Heliophanus och familjen hoppspindlar. Inga underarter finns listade i Catalogue of Life.